# ۱۲۶۵ (قمری)
۱۲۶۵ (قمری)، هزار و دویست و شصت و پنجمین سال در گاهشماری هجری قمری است. اول محرم این سال برابر با بیست و هفتم نوامبر سال ۱۸۴۸ میلادی است.

## وابسته
- مهد علیا
- امیرکبیر
- حکیم صبوری
- صبوری
- جنگ مرو
- زاهر یرادی باهرا